# Graafschap Bentheim-Tecklenburg-Rheda
Bentheim-Tecklenburg-Rheda was een graafschap in het noordwesten van Noordrijn-Westfalen en het zuidwesten van Nedersaksen in Duitsland. Bentheim-Tecklenburg-Rheda ontstond bij de opdeling van  Bentheim-Steinfurt in 1606 en werd daarna in 1806 aangesloten bij Pruisen.

## Graven en vorsten
Graven van Bentheim-Tecklenburg-Rheda (1606 - 1806)
- Adolf (1606 - 1625)
- Maurice (1625 - 1674)
- Johan Adolf (1674 - 1701)
- Frederick Maurice (1701 - 1710)
- Maurice Casimir I (1710 - 1768)
- Maurice Casimir II (1768 - 1805)
- Emil (1805 - 1806)

Graven van Bentheim-Tecklenburg-Rheda na de Reichsdeputationshauptschluss
- Emil (1806-1817)

Vorsten van Bentheim-Tecklenburg-Rheda na de Reichsdeputationshauptschluss
- Emil (1817-1837)
- Moritz Kasimir (1837-1872)
- Frans (1872-1885)
- Gustaaf (1885-1909)
- Adolf (1909-1967)
- Moritz-Casimir (1967-2014)
- Maximilian (2014-)